# Geosternbergia
Geosternbergia — рід птерозаврів родини птеранодонтиди. Виділено в якості окремого роду було Кельнером 2010 року. Відтоді його таксономія залишається предметом суперечок, багато дослідників вважають його синонімом Pteranodon.

## Історія вивчення
Голотип P. sternbergi, доволі великий частково збережений череп було виявлено Джорджем Ф. Штернбергом наприкінці 1952 року на території округу Грем, Канзас. Вид описав Харксен 1966 року. Він вказав на дві відмінні ознаки P. sternbergi, що дозволяли розрізнення з P. longiceps: бульбовидний обрис потиличного гребеня й великий кут між довгими осями потиличного гребеня й нижньої щелепи. 1972-го Міллер провів перегляд таксономії птеранодона. Він запропонував розділити цей рід на чотири підроди: Longicepia, Nyctosaurus, Occidentalia й Sternbergia, до останнього відносячи види P. sternbergi й нововиділений P. walkeri. 1978-го він перенайменував цей підрід на Geosternbergia, оскільки назва Sternbergia була молодшим омонімом Sternbergia Paula Couto, 1970 і Sternbergia Jordan, 1925. 1994-го року Беннетт переглянув таксономію птеранодона й дійшов висновку, що в формації Найобрара представлено тільки два види: P. longiceps і P. sternbergi.
2010 року Александер Кельнер провів перегляд таксономії Pteranodontidae й дійшов висновку, що до птеранодона можна відносити тільки типовий вид — P. longiceps, для решти матеріалу птеранодонтид із пізньої крейди Північної Америки він натомість виділив роди Geosternbergia, до якого відносив види G. sternbergi та нововиділений G. maisei, та Dawndraco, до якого відносив тільки D. kanzai.